# Axiopsis
Axiopsis is een geslacht van kreeftachtigen uit de klasse van de Malacostraca (hogere kreeftachtigen).

## Soorten
- Axiopsis baronai Squires, 1977
- Axiopsis brasiliensis Coelho & Ramos-Porto, 1991
- Axiopsis bythos Kensley, 1996
- Axiopsis consobrina de Man, 1905
- Axiopsis irregularis Edmondson, 1930
- Axiopsis pica Kensley, 2003
- Axiopsis serratifrons (A. Milne-Edwards, 1873)
- Axiopsis tsushimaensis Sakai, 1992